# Max Payne (videojuego)

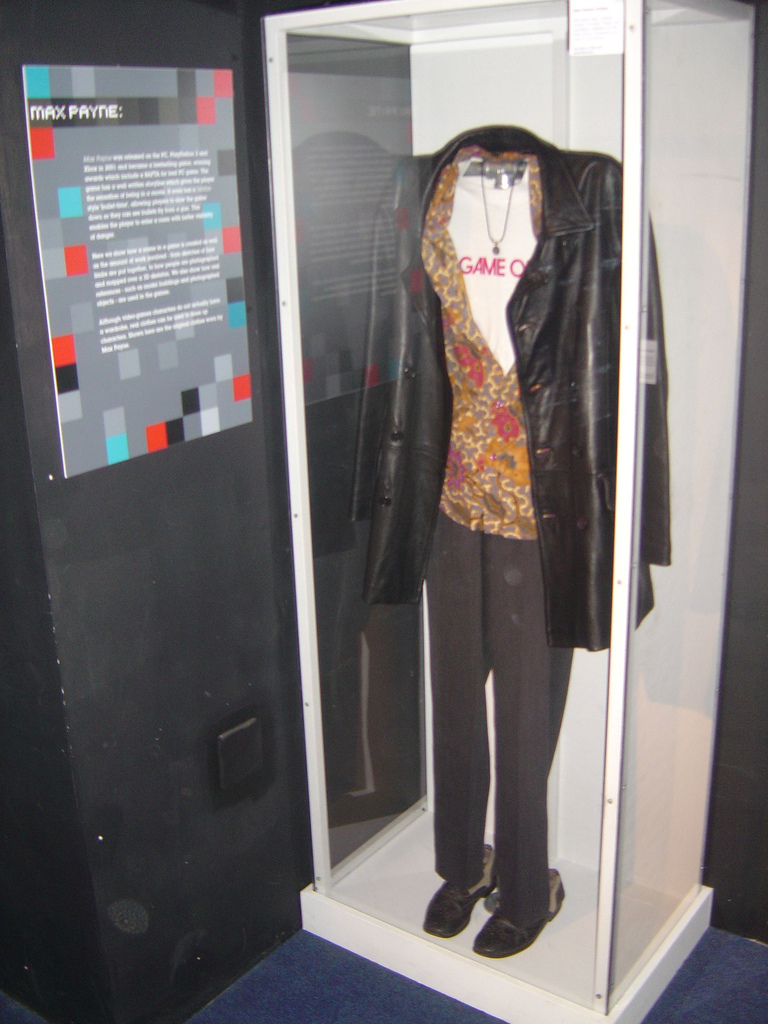
El traje de Max Payne en la exhibición Game On 2006.

Max Payne es un videojuego de disparos en tercera persona y entorno 3D desarrollado para Windows por la empresa finlandesa Remedy Entertainment, escrito por Sam Lake, producido por 3D Realms y publicado por Gathering of Developers en julio de 2001. El juego también fue llevado a otras plataformas como Xbox, PlayStation 2, Macintosh y Game Boy Advance. También estaba planeada una versión para Dreamcast, pero se canceló por razones no anunciadas (probablemente por la caída de popularidad de la Dreamcast). En abril del 2022, Remedy, junto a la desarrolladora Rockstar Games, anunciaron un remake tanto de este juego como de su secuela. La adaptación será desarrollada bajo el motor de juego Northlight (propietario de Remedy) y será lanzada para Microsoft Windows, PlayStation 5 y Xbox Series X|S.

## Sistema de juego
A través de niveles o fases, con pausas con secuencias cinemáticas en las que el jugador no interviene, simplemente observa el desarrollo. Estas pausas desarrollan la historia a través de vídeos y una novela gráfica, es decir, en estas presentaciones nos aparecen viñetas, van apareciendo según acaba la anterior presentación, ya que además de la imagen, y los bocadillos en los que los personajes hablan, las viñetas están dotadas de sonidos y de las voces de los personajes que aparecen en ellas, siendo este un estilo muy original y característico de este juego.

## Argumento
El juego comienza a inicios de 2001, en Nueva York, en la peor tormenta de nieve en la historia de la ciudad. En la secuencia introductoria, Max Payne, un agente de la DEA y exagente de la policía de Nueva York, de pie en la parte superior de un edificio mientras la policía va hacia él (el juego empieza en una cinemática del final), Max experimenta un recuerdo de hace tres años, volviendo a 1998.
Max regresaba a su hogar durante un día normal de trabajo, pero mientras entraba en su casa oyó a su esposa Michelle gritando su nombre desde el piso de arriba con tono de desesperación. Cuando Payne llega al lugar, se encuentra a ella y a su bebé Rose asesinadas a manos de unos adictos a la droga de diseño Valkyr, a los que termina eliminando. Preso del dolor de su reciente pérdida, decide investigar quien está detrás de este terrible acto inhumano.

### Max Payneen Game Boy Advance
La versión del juego para la Game Boy Advance fue desarrollada por Mobius Entertainment Ltd, ahora conocida como Rockstar Leeds. El modo de juego difiere bastante respecto al original: en lugar de estar en un entorno 3D, el juego está basado en sprites y tiene una perspectiva isométrica. Sin embargo algunas características como la historia y el bullet time se mantienen, aunque algunos niveles del original fueron omitidos. El juego incluso incluye una gran parte de la novela gráfica del original con las respectivas voces.

### Armas
- Tubo de acero
- Bate de béisbol
- Beretta 92F/FS
- Desert Eagle
- Escopeta de corredera
- Escopeta recortada
- Jackhammer
- Ingram MAC-10
- Colt Commando
- Granada de mano
- Cóctel molotov
- M79
- M40

## Secuelas y otros

### Max Payne 2: The Fall of Max Payne
En la secuela del juego, Max Payne abandona la agencia antidrogas y vuelve al departamento de policía de Nueva York, librándose de los cargos que tenía en su contra gracias a las influencias políticas de Alfred Woden. Todo parece haber vuelto a la normalidad cuando se ve enfrentado a una banda de delincuentes que tienen una tapadera como limpiadores, a los cuales luego termina "bautizándolos" como "Comandos". durante su investigación se enreda amorosamente con la asesina a sueldo Mona Sax, la cual ya hacía su aparición en la primera parte y Max creyó muerta al recibir un tiro en la cabeza (para salvar a Max) dentro de un ascensor en el edificio altísimo de Horne, la infeliz que usó a Max como rata de laboratorio. Desde allí empieza una carrera por diversos escenarios en donde debe acabar con distintos maleantes, pandillas y bandas con mejores armas que la primera parte pero, por desgracia, no aparece la destructiva escopeta lanzagranadas M79. Después de una enredada pelea entre Max y "Los Limpiadores", Max descubre que el líder era Vladimir "El Capo de la mafia rusa" el que lo ayuda contra Punchinello en la primera parte, Vladimir celoso de la supuesta relación entre Max y Mona decide disparar a la despampanante asesina provocando la ira de Max. Esta versión tiene dos finales:
- Mona muere en brazos de Max producto del disparo de Vladimir, dejando a Max como el único sobreviviente del tiroteo.
- Mona logra sobrevivir al disparo de Vladimir, siendo, junto con Max, una de los sobrevivientes del tiroteo aunque los expertos prefieren considerar este final donde Mona sobrevive.

### Max Payne 3
El 23 de marzo de 2009 se anunció la tercera parte de la saga.para las plataformas Xbox 360, PlayStation 3 y PC. El juego está siendo desarrollado por Rockstar Vancouver, y en él aparecerá un Max Payne más viejo.
El desarrollo del juego no corre a cargo de Remedy Entertainment, los responsables de las dos primeras entregas, sino de Rockstar Vancouver, equipo interno de la compañía, responsables de títulos como The Warriors.
Analizada la única imagen disponible de 'Max Payne 3', no cabe duda de que sigue siendo Timothy Gibbs. Una página americana destaca que esta única foto publicada es una de las fotos de 'Max Payne 2' retocada (barba, heridas, etc.), por lo que puede que Timothy Gibbs no sea Max Payne en la siguiente entrega y esta imagen solo sea provisional y han mantenido a Timothy para 'familiarizar' a los futuros clientes con el nuevo aspecto de Max.
En esta entrega, Raúl Passos, un íntimo y viejo colega de Max Payne, le ofrece un trabajo como guardaespaldas bajo una millonaria familia brasileña, los Branco. Max parece no estar de acuerdo con aquel cargo, pero termina aceptándolo por cuestiones económicas. Lo que no sabía era que su trabajo terminaría en un infierno. Pero al menos sabe que se encuentra alejado de las mafias de Nueva Jersey.
El apartado gráfico del juego es superior a las otras entregas por su calidad de iluminación y gráficas de alta definición pero la mala noticia en este juego está doblado en voces en inglés ya que las dos entregas anteriores fueron dobladas con voces en español, esto se debe a que la anterior empresa Remedy Entertainment lo hizo mientras tanto Rockstar Vancouver decidió ponerlo con las voces originales como es el caso en los juegos de Grand Theft Auto.
Rockstar hizo pública la fecha oficial de lanzamiento de Max Payne 3 para el mes de marzo del año 2012.

## Película
20th Century Fox la productora de la película de Max Payne. En la dirección del film, John Moore (remake de La profecía, Tras la línea enemiga), como guionista Beau Thorne y como actor principal que encarna la piel de Max Payne, Mark Wahlberg (The Italian Job, El tirador, El incidente, Los Otros Dos). Completan el reparto Mila Kunis, Chris O'Donnell, Beau Bridges y el rapero Ludacris. Además supone el debut como actriz en la gran pantalla de la cantante Nelly Furtado.
La película fue estrenada en Estados Unidos el 17 de octubre de 2008.

## Cortometrajes
Como videojuego de culto, la web está plagada de cortometrajes basados en el mismo y que han alcanzado un notable éxito en el portal Youtube. Son dignos de reseña Max Payne Hero (de Chris Chen, 2003) y Max Payne: The Beginning of the End. Existe también un proyecto de largometraje independiente titulado Payne and Redemption, que lleva varios años en producción. En abril de 2008, la 20th Century Fox envío una carta al director y guionista de la película solicitando el cese inmediato de su trabajo. Ante la posibilidad de que la productora iniciase acciones legales contra él, por el uso no consentido de la marca Max Payne, decidió retirar el nombre del personaje del título y el argumento de la película.
En mayo de 2012 se estrenó un nuevo corto homenaje titulado Max Payne: Valhalla. El proyecto fue producido en España y financiado mediante un sistema de micromecenazgo.